# Anoftalmía
La anoftalmía es  la ausencia completa de uno o ambos ojos.

## Descripción
Puede ser congénita, es decir presente desde el momento del nacimiento y debida a la falta de desarrollo durante el periodo embrionario de las vesículas ópticas o adquirida en la vida adulta, esta última puede estar causada por un traumatismo grave o un tumor ocular que obligan a la extirpación quirúrgica completa del ojo (enucleación ocular).
Cuando el ojo existe en el momento del nacimiento, pero está muy poco desarrollado, el término que se utiliza para referirse a esa situación es microftalmía. La microftalmía congénita es más frecuente que la anoftalmía. 
Un estudio realizado en Inglaterra entre los años 1988 y 1994 mostró que la incidencia conjunta de ambos trastornos era de un caso por cada 10 000 nacimientos. Tanto la anoftalmía como la microftalmía congénita pueden ser unilaterales o bilaterales y suelen asociarse a una órbita poco desarrollada, ausencia de párpados y de la glándula lagrimal en la hemicara afectada.
Puede presentarse como trastorno único del desarrollo o estar asociada a otras malformaciones, como ocurre en el síndrome de Patau, el Síndrome de Hallermann-Streiff y la holoprosencefalia.

## Tratamiento
El tratamiento es principalmente estético y se basa en la utilización de prótesis oculares, expansores de hidrogel que se colocan en la órbita para lograr que esta se desarrolle e injertos dermograsos del mismo paciente. Se ha comprobado que la extirpación temprana de un ojo microftálmico favorece la falta de desarrollo de la órbita, por lo cual se recomienda que en caso de ser necesario realizarla, se aplace la intervención hasta que el crecimiento óseo del niño haya finalizado.